# Diasia platnicki
Diasia platnicki is een hooiwagen uit de familie Triaenonychidae.